# FC Hegelmann
FC Hegelmann, celým názvem Kauno rajono futbolo klubas „Hegelmann“, je litevský fotbalový klub z města Kaunas. Klubové barvy jsou bílá a modrá.
Založen byl v roce 2009 v Kaunasu jako FC Hegelmann Litauen. V roce 2016 debutoval v Pirma lyga a v roce 2021 v A lyga.

## Úspěchy
- Pirma lyga (D2)
  - 2. místo (1): 2020
- Antra lyga (D3)
  - 1. místo (1): 2018

## Sezóny
| Sezóny | Div. | Liga       | Misto | Zdroje |        |
| ------ | ---- | ---------- | ----- | ------ | ------ |
| 2016   | 2.   | Pirma lyga | 10.   | [ 2 ]  | Sestup |
| 2017   | 3.   | Antra lyga | 6.    | [ 3 ]  |        |
| 2018   | 3.   | Antra lyga | 1.    | [ 4 ]  | Postup |
| 2019   | 2.   | Pirma lyga | 7.    | [ 5 ]  |        |
| 2020   | 2.   | Pirma lyga | 2.    | [ 6 ]  | Postup |
| 2021   | 1.   | A lyga     | 5.    | [ 7 ]  |        |
| 2022   | 1.   | A lyga     | 4.    | [ 8 ]  |        |
| 2023   | 1.   | A lyga     | 5.    | [ 9 ]  |        |
| 2024   | 1.   | A lyga     | 2.    | [ 10 ] |        |
| 2025   | 1.   | A lyga     | .     | [ 11 ] |        |

## Soupiska
Aktuální k 22. 1. 2025
| Číslo |            | Pozice | Hráč             |
| ----- | ---------- | ------ | ---------------- |
| 71    | Litva      | B      | Laurynas Klimas  |
|       |            |        |                  |
| 6     | Brazílie   | O      |                  |
|       | Černá Hora | O      | Stefan Radinović |
|       |            |        |                  |

| Číslo |                   | Pozice | Hráč                  |
| ----- | ----------------- | ------ | --------------------- |
| 10    | Rumunsko          | Z      | Patrick Popescu       |
| 17    | Pobřeží slonoviny | Z      | Harouna Abdoul Samad  |
|       | Litva             | Z      | Donatas Kazlauskas ✔️ |
|       |                   |        |                       |
| 98    | Litva             | Ú      | Klaudijus Upstas      |

## Bývalí trenéři
- Dainius Šumauskas (2017);
- Vytautas Masaitis (2018–2019);
- Artūras Ramoška (2020);
- Andrius Skerla (2021–);